# 1er bataillon de mitrailleurs
Pour les articles homonymes, voir 1er bataillon.
Le 1er bataillon de mitrailleurs est une unité militaire française de la Seconde Guerre mondiale.

## Historique
Le bataillon est mobilisé fin août 1939. Il est formé d'une compagnie hors-rang, d'un peloton d'éclaireurs motocyclistes, de trois compagnies de mitrailleurs et d'une compagnie d'engins et de fusiliers voltigeurs. Les chevaux sont issus de la réquisition.
Le bataillon est rattaché à la 1re armée. Affecté au Secteur fortifié de Maubeuge, il est détaché à la 5e division d'infanterie nord-africaine. Le 28 mai 1940, le bataillon défend Seclin avec le 14e régiment de zouaves avant de se replier. Encerclé dans la poche de Lille, il se rend aux Allemands le 1er juin 1940,.

## Traditions

### Insigne
Il présente un moulin à vent des Flandres,.

### Marche
La marche du bataillon s'intitule Honneur aux beffrois,.